# 呂燕
呂燕（1981年10月19日—），中國模特，生于江西省德安县，现居北京。於1999年由中国的造型师李东田和摄影师冯海發掘出來而出道，身高177厘米，现任丈夫是法國籍的投资顾问。她曾於2000年11月代表中華人民共和國參加世界超級模特大賽。
呂燕在中國的模特界是一個有爭議的人物：一方面，有批評指她外貌醜樣，沒有模特的氣質；另外，香港的時裝設計師亦曾在電台節目批評她對所穿的服裝欠缺敏感度。但亦有人不同意以上的觀點，認為她有其獨特的氣質，能夠表現出其個性，而這點在模特是重要的。而且現時呂燕亦與世界各地不少時裝雜誌簽有合約，經常都到各處拍攝。
呂燕曾在電影《面纱》《全城热恋》裡客串。2010年，呂燕回到中國大陸，不再擔任模特，而且創立了自己的品牌Comme Moi。

## 外部連結
- 呂燕的新浪微博
- 呂燕的新浪博客